# Pero smithii
Pero smithii là một loài bướm đêm trong họ Geometridae.